# Объединённая евангелическо-лютеранская церковь Германии
Объединённая евангелическо-лютеранская церковь Германии (Vereinigte Evangelisch-Lutherische Kirche Deutschlands) — союз евангелическо-лютеранских церквей земель Германии, существующий с 1948 года. Создана путём реорганизации Совета Евангелическо-лютеранской церкви Германии (Rat der Evangelisch-Lutherischen Kirche Deutschlands).

## Церкви земель
- Евангелическо-лютеранская церковь Баварии (Evangelisch-Lutherische Kirche in Bayern);
- Евангелическо-лютеранская церковь Брауншвайга (Evangelisch-lutherische Landeskirche in Braunschweig);
- Евангелическо-лютеранская церковь Ганновера (Evangelisch-lutherische Landeskirche Hannovers);
- Евангелическо-лютеранская церковь Северной Германии (Evangelisch-Lutherische Kirche in Norddeutschland), возникла в 2012 году путём объединения Евангелическо-лютеранской церкви Мекленбурга (Evangelisch-Lutherische Kirche in Mecklenburg), Померанской евангелической церкви и Северноэльбской евангелическо-лютеранской церковь (Nordelbische Evangelisch-Lutherische Kirche), последняя возникла в 1977 году путём объединения Евангелическо-лютеранской церкви Шлезвиг-Гольштейна, Евангелическо-лютеранской церкви Любека, Евангелическо-лютеранской церкви Гамбурга, Евангелическо-лютеранской церкви Ойтина;
- Евангелическая церковь Центральной Германии (Evangelische Kirche in Mitteldeutschland), возникла в 2008 году путём объединения Евангелическо-лютернская церкви Тюрингии и Евангелическая церковь церковной провинции Саксонии;
- Евангелическо-лютеранская церковь Ольденбурга (Evangelisch-Lutherische Kirche in Oldenburg)
- Евангелическо-лютеранская церковь Шаумбург-Липпе (Evangelisch-Lutherische Landeskirche Schaumburg-Lippe)
- Евангелическая церковь Вюртемберга (Evangelische Landeskirche in Württemberg)

В 1968—1991 годах Евангелическо-лютеранская церковь Мекленбурга, Евангелическо-лютеранская церковь Тюрингии, Евангелическо-лютеранская церковь Саксонии образовывали Объединённую евагелическо-лютеранскую церковь ГДР.

## Руководство
- Генеральный синод (Generalsynode)
- Конференция епископов (Bischofskonferenz)
- Конституционный и административный суд (Verfassungs- und Verwaltungsgericht)